# Marty Morell
Martin Matthew „Marty“ Morell (* 25. Februar 1944 in New York City) ist ein US-amerikanischer Musiker des Modern Jazz (Schlagzeug, Perkussion, Vibraphon), der vor allem als Mitglied des Trios von Bill Evans bekannt geworden ist und lange Zeit vorrangig in Musicals spielte.

## Leben und Wirken
Morell lernte als Kind Klavier sowie Klarinette und wechselte mit zwölf Jahren zum Schlagzeug. Er absolvierte die Manhattan School of Music und studierte dann an der Juilliard School Vibraphon bei Morris Goldenberg und Pauken bei Saul Goodman. Dann arbeitete er mit dem Quintett von Al Cohn/Zoot Sims, Steve Kuhn und Gábor Szabó; auch nahm er mit Pee Wee Russell/Red Allen sowie mit Gary McFarland auf. 1968 wurde er Schlagzeuger im Trio von Bill Evans, zu dem auch Bassist Eddie Gomez gehörte. Bis 1974 blieb er in dieser Combo, mit der er auf Tournee ging und mehrere Alben einspielte, wie etwa You're Gonna Hear from Me (1969). Zu hören ist er auch auf dem Mitschnitt Live at Art D’Lugoff’s Top of the Gate.
Anschließend zog er nach Toronto, wo er in erster Linie als Studiomusiker arbeitete. Daneben leitete er eigene Bands und spielte Congas in der Funkjazz-Gruppe Ravin’. Weiterhin arbeitete er mit Don Sebesky, Stan Getz, Kenny Wheeler, Claus Ogerman, Sammy Nestico, den Singers Unlimited, Bernie Senensky und mit der Big Band von Rob McConnell.
Morell war auch im Bereich der klassischen Musik mit der Toronto Symphony, der Canadian Opera Company, der Hamilton Philharmonic, der Canadian Brass und dem Royal Winnipeg Ballet tätig. Von 1989 an war er als Perkussionist an den Musicalaufführungen von Phantom der Oper in Toronto beteiligt. 1998 zog er nach New York City zurück, wo er zu den Musikern des Musicals Ragtime gehörte und nach den Aufführungen auf dem Broadway auch die Tournee begleitete. Dann war er an der Aufführung der Musicals Kiss Me, Kate und Seussical - The Musical! beteiligt. 
2006 nahm er in Toronto mit einem Quintett sein erstes Album unter eigenem Namen auf. Im gleichen Jahr begann seine Zusammenarbeit mit dem Duke Ellington Orchestra, mit dem er 2008 auch in Japan war. Mit der Pianistin Takana Miyamoto trat er mehrfach in einem Bill-Evans-Programm auf.
1986/87 leitete er das Perkussion Department am Mohawk College in Hamilton (Ontario). Seit 2007 ist er Schlagzeug-Professor an der University of Central Florida.

## Lexigraphische Einträge
- Leonard Feather, Ira Gitler: The Biographical Encyclopedia of Jazz. Oxford University Press, New York 1999, ISBN 0-19-532000-X.